# لانج (دي جيه)
لانج (بالإنجليزية: Lange)‏ هو دي جيه بريطاني، ولد في 4 يونيو 1974.

## وصلات خارجية
- لانج على موقع ميوزك برينز (الإنجليزية)
- لانج على موقع ديسكوغز (الإنجليزية)